# 斯波義信
斯波 義信（しば よしのぶ、1930年10月20日 - ）は、日本の歴史学者。専門は中国史、特に宋代の商業史、華僑・華人研究など。公益財団法人東洋文庫文庫長、大阪大学名誉教授、東京大学名誉教授。2003年日本学士院会員。2006年文化功労者。2017年文化勲章。2018年唐奨。

## 経歴
出生から修学期
1930年、東京府東京市小石川区（現・東京都文京区）で生まれた。1943年に学習院初等科を卒業し、都立高等学校で学んだ。1950年に卒業し、東京大学文学部に進学。東洋史学科で学び、1953年に卒業。東京大学大学院人文科学研究科東洋史学専門課程に進み、1955年に修士課程を修了。
東洋史研究者として
1961年、熊本大学法文学部助教授に就いた。1962年、学位論文『宋代における商業的発展：宋代商業史のための基礎的研究』を東京大学に提出して文学博士の学位を取得。1969年に大阪大学文学部助教授に転じ、1979年に同教授昇格。1986年より東京大学東洋文化研究所教授となり、同大学院人文科学研究科教授も兼ねた。1988年から1990年まで東京大学東洋文化研究所所長を務めた。
東京大学を定年退任後の1991年から2001年まで国際基督教大学教養学部教授として教鞭を執った。2001年から財団法人東洋文庫理事長、2007年より文庫長。

## 受賞・栄典
- 2004年：瑞宝重光章
- 2017年：文化勲章[2][7]
- 2018年：唐奨漢学賞[3]

## 研究内容・業績
伝統的な漢籍のみならず、ヨーロッパ諸語で書かれた文献にも明るい博覧強記の研究者である。日本を代表する東洋学者の一人として国際的にも著名であり、内外に幅広い人脈を有している。弟子の一人に青山学院大学教授の青木敦がいる。

## 著作
著書
- 『宋代江南経済史の研究』汲古書院 1988
  - 中国語版『宋代江南経済史研究』方健・何忠礼訳、江蘇人民出版社 2001
- 『宋代商業史研究』風間書房 1989
- 『華僑』岩波書店：岩波新書 1995
- 『中国都市史』東京大学出版会「東洋叢書」 2002
  - 韓国語版『중국 도시사』서경문화사 2008

共編著
- 『中国の歴史と社会』浜口允子共編、放送大学教材 1998
- 『華僑・華人事典』可児弘明・游仲勲編、弘文堂 2002
- 『中国近世文芸論：農村祭祀から都市芸能へ』田仲一成・小南一郎共編、東洋文庫 2009
- 『宋史食貨志譯註』編、東洋文庫 2009 - 最終巻（1～6・索引）担当
- 『中国社会経済史用語解』編、東洋文庫 2012
- 『モリソンパンフレットの世界』編、東洋文庫 2012
- 『モリソンパンフレットの世界Ⅱ：近代アジアとモリソンコレクション』編、東洋文庫 2016
  - 『モリソンパンフレットの世界 改訂増補』岡本隆司共編 東洋文庫 2017 - 上記を併せた版

記念論集
- 『都市と平和：魚住昌良・斯波義信両教授記念号』国際基督教大学アジア文化研究所 2002